# Kaszás Péter
Kaszás Péter Sr. (Szeghalom, 1946. május 5. – 2024. január 10.) magyar dalszerző, zenész, hangmérnök, a KP Zenei Stúdió tulajdonosa.

## Tanulmányai
Általános iskolai tanulmányait Köröstarcsán, majd Dunaharasztiban folytatta. Békésen a Szegedi Kis István Református Gimnáziumban érettségizett. A Járdányi Pál Zeneiskolában (régi nevén Járdányi-Szervánci Music School) 12 évet, a Kovács Gyula Jazz iskolában 4 évet tanult.

## Munkahelyei
Ifjúkorában zenészként dolgozott, majd Tapolcán volt két évig sorkatona, rajparancsnokként szerelt le. A Fullton Singers együttes tagjaként 10 éven át bejárta, végigzenélte az NDK-t, az NSZK-t, Svájcot. Főleg a Maritim Hotellánc keretén belül csináltak show-műsorokat. Később Bulgáriában is szerepelt. Külföldről hazatérve saját stúdiót alapított, fejlesztett fel és hangszereléssel, lemezkészítéssel foglalkozott.

## Magánélete
Tisztviselőcsaládból származik. Felesége Kaszás Péterné (Anikó), fia Kaszás Péter Jr. jazzdobos (1979).

## Zenei munkássága
Alaphangszere a dob, a hegedű, a gitár és a zongora. Otthonosan mozog a funky, pop, táncdal, sanzon, népdal, country és rock világában is. A Magyar Szerzői Jogvédő Iroda Egyesület 560 szerzeményét tartja nyilván. Művei fő jellemzője az érzelmes, lírikus dal és szöveg. 
27 arany-, gyémánt-, illetve platinaalbum került ki a keze alól. Több mint ezer produkcióban vett részt, két magyar film zenéjét jegyzi. Külön kiemelést érdemel Zámbó Jimmyvel közös 10 éves munkássága, dalszerzői tevékenysége.

## Művészek, akiknek dolgozott
Aradszky László, Alex Tamás, Babits Marcella (Marcellina), Balázs Klári, Balázs Pál (Balázs Pali), Abebe Dániel (Bebe), Bódi Guszti és a Fekete Szemek, Bontovics Kati, Boti Junior feat Szidy, Dupla KáVé, Endrődi Éva, Fekete Dzsoni, Gerendás Péter, Horváth Anna (Napsugár Anna), Janza Kata, Kiss Attila (Csocsesz), Komár László, dr. Komáromi István (Komáromi Pisti), Komonyi Zsuzsi, Kovács Erzsi, Korda György, Kovács Kati, Lovay László, Mary Zsuzsi, MC Hawer és Tekknő, Muck Ferenc, Orosz Nelly, Péter István (Jessy), Pintér Tibor, Sárközi Anita, Szabó Gyula, Tárkányi Tamara, Tillinger Attila, Tóth Miki, Túri Lajos (Lui), Zalatnay Sarolta, Zámbó Jimmy)

## Díjak, kitüntetések
- Magyar Köztársaság Ezüst Érdemkereszt (2007.08.20., köztársasági elnök)
- Nívó Díj (1993.12.20., Magyar Televízió)
- Díszkard (1997.10.23., Pest megyei rendőrfőkapitány)
- Huszka Jenő-díj (2000.03.10., Artisjus, az év legsikeresebb daláért)
- Zámbó Jimmy Emlékdíj Sztárkategória (2002)
- A Magneoton legsikeresebb szerzője (2009)

## Kottakiadványok
- Slágermix 5  (Koncert 1234 Kft, 2004) Egyszer eljön az én időm, Hogyan tudnám meghálálni, Hova visz a vonat, Jöjj vissza még, Kell egy őrült érzés, Lehetnél minden álmom, Mama az istenért, Nem adom kölcsön a szívem, Nem sírnád vissza, Szánd rám az éjszakát, Ki menti meg az életem, Néha kell, hogy sírj, Öröm és bánat, Szárnyak nélkül repülünk, Szerelem mondd, merre jársz, Szerelmet szerelemért, Szívem húrjain játszom el, A szerelem hoz tűzbe, Én csak elrontanám az életed, Ma éjjel itt maradok nálad, Nem szégyen az, ha sírni látsz, Te tudod, mi kell nekem
- Slágermix 6 (Koncert 1234 Kft, 2005)  Hidd el nem lesz jobb máshol, Ha boldognak látszol, Hol jártál, mondd, Ne hívj
- Slágermix 7 (Koncert 1234 Kft, 2005) Álmok tengerén, Egy kis szerelembe kéne esni, Egy szó elég, Hol az én hazám, Mért hagynánk félbe, Szerelem gyere, égess el, Ugye jön még valami szép, Én rossz vonatra szálltam, Valaki eljön értem
- Slágermix 8 (Koncert 1234 Kft, 2008) Égek a vágytól, Együtt – egyedül, Ki bánja meg, Lángolj, Lehetnél boldogabb, Nem kell senki más, Nem tudok már boldog lenni, Ha visszahívsz, Karácsony, Mindentől távol, Mit kezdjek a bánatoddal, Álmainkban újra kezdünk mindent, Elérlek még, Ha bekopog a szerelem